# Mammoth
«Mammoth» — песня американской пост-панк группы Interpol, второй сингл с её третьего студийного альбома Our Love to Admire, выпущенный 3 сентября 2007 года лейблами Capitol Records и Parlophone Records. Сингл занял 44-е место в британском хит-параде UK Singles Chart.
На «Mammoth» был выпущен музыкальный клип, в видеоряде которого использована запись выступления группы Interpol в лондонском клубе Astoria.

## Списки композиций
Компакт-диск (CDCLS 896)
1. «Mammoth» (Explicit Radio Mix) — 3:55
2. «Mammoth» (Erol Alkan Rework) — 5:22
3. «Pioneer to the Falls» (Orchestral) — 5:41

- Музыкальный клип «Mammoth» (Live at the Astoria) — 4:02

7-дюймовая грампластинка, часть 1 (Gatefold) (CL 896)
1. «Mammoth»

7-дюймовая грампластинка, часть 2 (CLS 896)
1. «Mammoth» (Explicit Radio Mix) — 3:55
2. «Evil» (Live at the Astoria)

12-дюймовая грампластинка (CLDJ 896)
1. «Mammoth» (Erol Alkan Rework)
2. «The Heinrich Maneuver» (Phones Remix)